# Immeuble de logements curviligne (Mâcon)
L'immeuble de logements curviligne est un immeuble d'habitation situé à Mâcon dans le quartier de Bioux en Saône-et-Loire dans la région Bourgogne-Franche-Comté. Construit en 1955 et imaginé par les architectes Barnabé Augros, Daniel Petit, Claude Fournier et Raoul Leguet, l'édifice est Label « Patrimoine du XXe siècle » depuis 2015.

## Histoire
Selon les premiers plans du quartier de Bioux, trois immeubles collectifs de six niveaux identiques à ceux édifiés le long de la rue Alfred Lacroix doivent être construits à l'emplacement de l'immeuble.
Cependant, le projet évolue et a pour conséquence de limiter la hauteur des immeubles sans ascenseurs de la rue de Solutré à trois niveaux. Une autre conséquence de cette évolution est d'optimiser l’installation d’ascenseurs dans la partie haute du quartier en construisant un immeuble de dix étages.
Le quartier est édifié en plusieurs phases sur une dizaine d'années et cet immeuble est l'un des derniers à sortir de terre.
Le 12 juin 2015, le préfet de Région Éric Delzant attribue à l'immeuble, sur proposition de la directrice régionale des affaires culturelles, le label Patrimoine du XXe siècle.

## Description
L'immeuble est construit en hauteur, afin de réserver le sol aux espaces verts et aux équipements scolaires ou l’indépendance entre la voirie et le bâti. Ces caractéristiques peuvent considérer que l'édifice est une application de la charte d'Athènes.
L'architecture de la bâtisse reprend des éléments architecturaux du centre historique de Mâcon tels les porches, arcades ou auvents.